# Moviment Cinquena República
El Moviment Cinquena República (MVR per les seves sigles en castellà, Movimiento V República) va ser un partit polític progressista veneçolà fundat per Hugo Chávez el 1997.
Va ser el partit més votat del país des de 1998 fins al 2007, any que va ser dissolt per a integrar-se al PSUV. En les últimes eleccions en les quals va participar obva tenir 4.822.175 vots (41,66%). La seua ideologia es basava en els ideals de Simón Bolívar, el bolivarianisme amb elements humanistes, socialistes i nacionalistes a favor de la democràcia participativa. És destacable en ésser dels pocs partits veneçolans que pregona l'indigenisme, sorprenent degut al fet que ha resultat poc atractiu per als polítics veneçolans, doncs els indígenes conformen una minoria no major al 2% de la població del país.
Des de l'any 1999, on comença una nova etapa política denominada com la Revolució Bolivariana, el MVR va ser la major força política del país, assolint superar als altres poderosos partits tradicionals, Acció Democràtica i COPEI, per una gran diferència en vots. Al 2007 el partit es va dissoldre per integrar-se al Partit Socialista Unit de Veneçuela.

## Integrants del partit
El president del partit és Hugo Chávez, entre altres dirigents importants en l'actualitat es poden destacar: Diosdado Cabello, va participar al costat de Chávez en l'intentada colpista de l'intent colpista del 4 de febrer, ha ocupat diversos ministeris, va ser vicepresident i també president per breus hores després del colp d'estat contra el govern de Chávez l'11 d'abril de 2002 quan va ser desallotjat del poder per Pedro Carmona, i va ser Governador de l'estat Miranda; Jesse Chacón Escamillo, va participar en l'intent de cop del 27 de novembre de 1992,; Cilia Flores, Francisco Ameliach, Luis Tascón, Darío Vives, Iris Varela, Willian Lara, sent els anteriors sis, diputats en l'Assemblea Nacional; Nicolás Maduro, va ser diputat, va ser Ministre de relacions exteriors, vicepresident i en l'actualitat és president del país; Tarek William Saab va ser diputat i actualment és Governador de l'Estat Anzoátegui en l'orient del país, també ha estat activista d'organitzacions dels drets humans; Juan Barreto, va ser diputat i Alcalde Major de Caracas; Freddy Bernal va ser alcalde del Municipi Libertador de Caracas.

## Resultats electorals

### Eleccions presidencials
| Any  | Candidat    | Vots      | %           | Resultat |
| ---- | ----------- | --------- | ----------- | -------- |
| 1998 | Hugo Chávez | 2.625.839 | 40,17 / 100 | Sí       |
| 2000 | Hugo Chávez | 3.025.224 | 48,11 / 100 | Sí       |
| 2006 | Hugo Chávez | 4.845.480 | 41,66 / 100 | Sí       |

### Eleccions parlamentàries
| Any  | Vots      | %           | Diputats  | +/- | Senadors |
| ---- | --------- | ----------- | --------- | --- | -------- |
| 1998 | 1.008.693 | 19,8 / 100  | 35 / 207  | =   | 8 / 54   |
| 2000 | 1.977.992 | 44,38 / 100 | 92 / 165  | 57  |          |
| 2005 | 2.041.293 | 60 / 100    | 116 / 167 | 24  |          |

### Eleccions regionals
| Any  | Vots      | %           | Governadors | +/- |
| ---- | --------- | ----------- | ----------- | --- |
| 1998 | 707.661   | 14,26 / 100 | 1 / 23      | =   |
| 2000 | 1.397.086 | 35,74 / 100 | 12 / 22     | 11  |
| 2004 | 3.761.129 | 37,32 / 100 | 20 / 22     | 8   |

### Eleccions municipals
| Any  | Alcaldes  | +/- |
| ---- | --------- | --- |
| 2000 | 80 / 332  | =   |
| 2004 | 270 / 332 | 190 |